# سكودفيله
سكودفيله (بالإنجليزية: Skaudvilė) هي منطقة سكنية تقع في ليتوانيا في بلدية مقاطعة تاوراغي.[بحاجة لمصدر] يقدر عدد سكانها بـ 2,081 نسمة .

## معرض صور

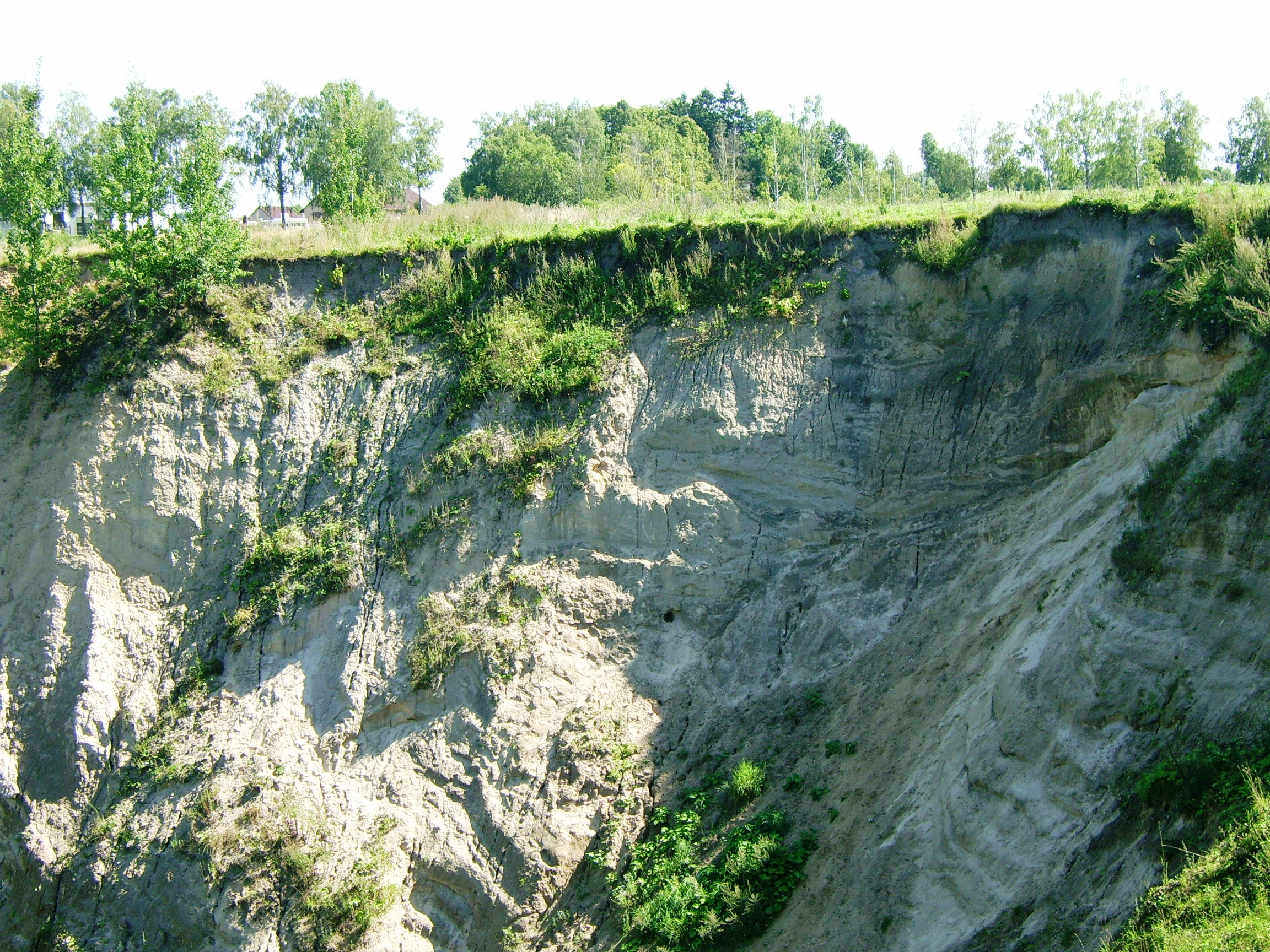
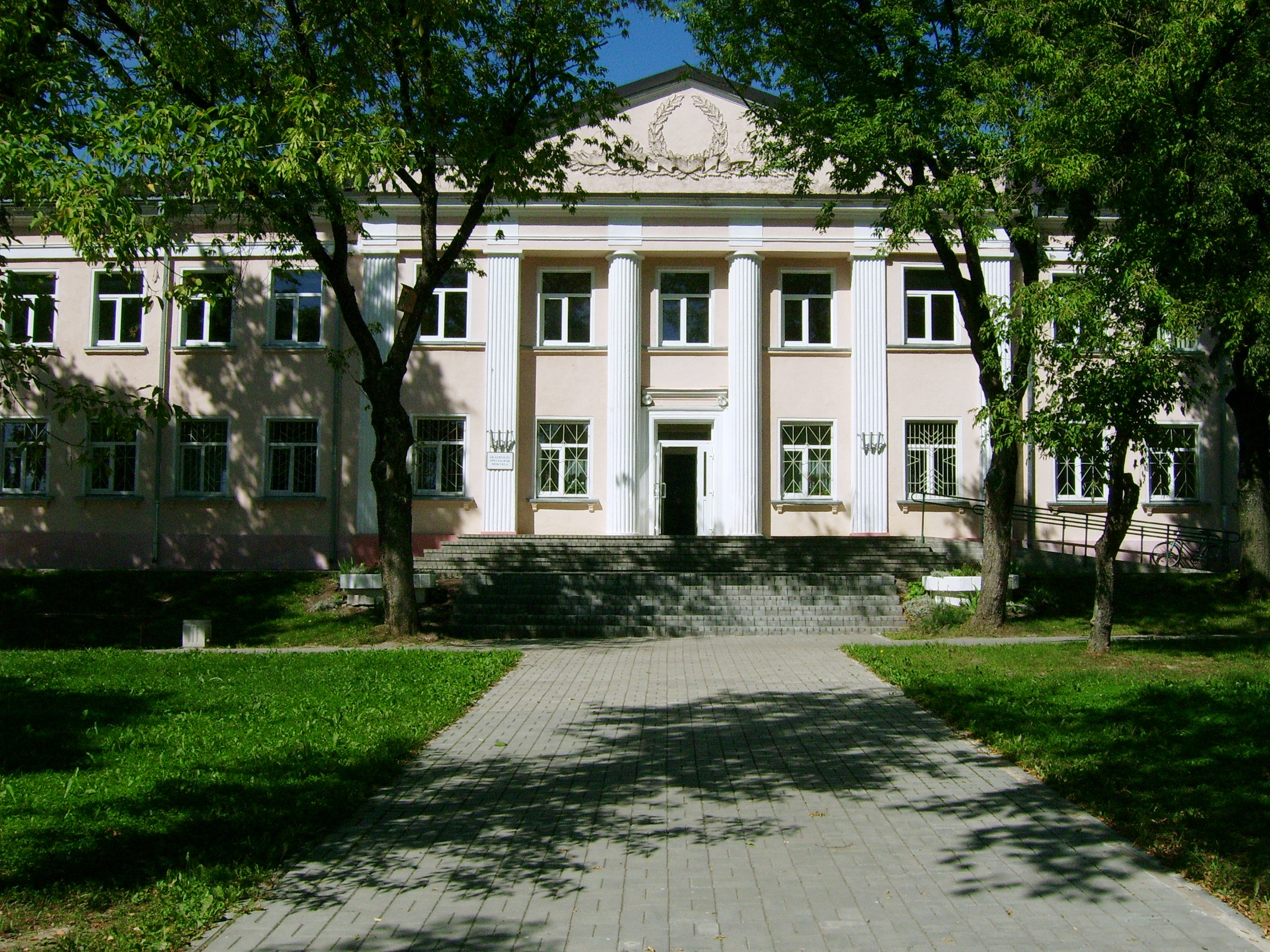
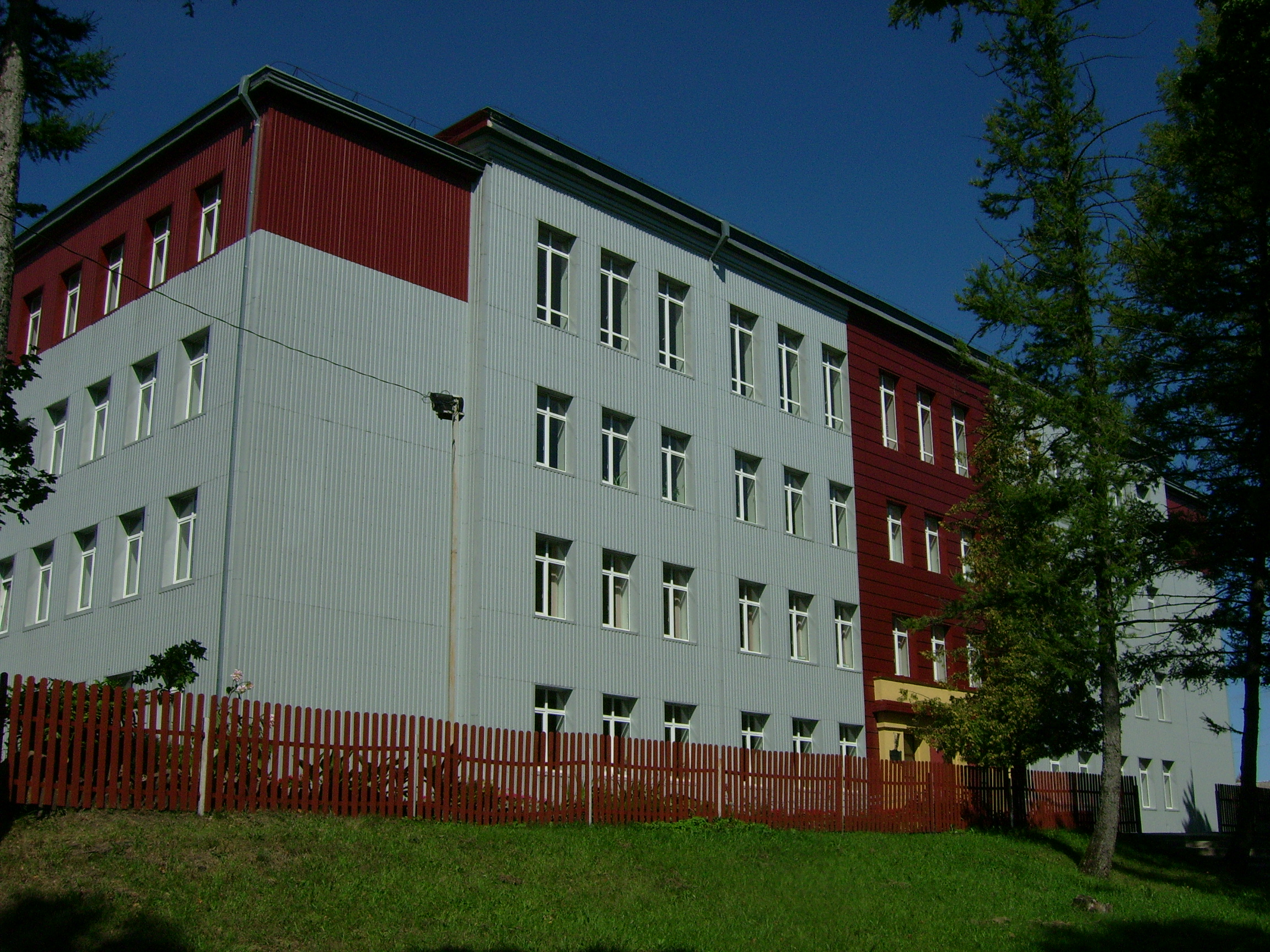
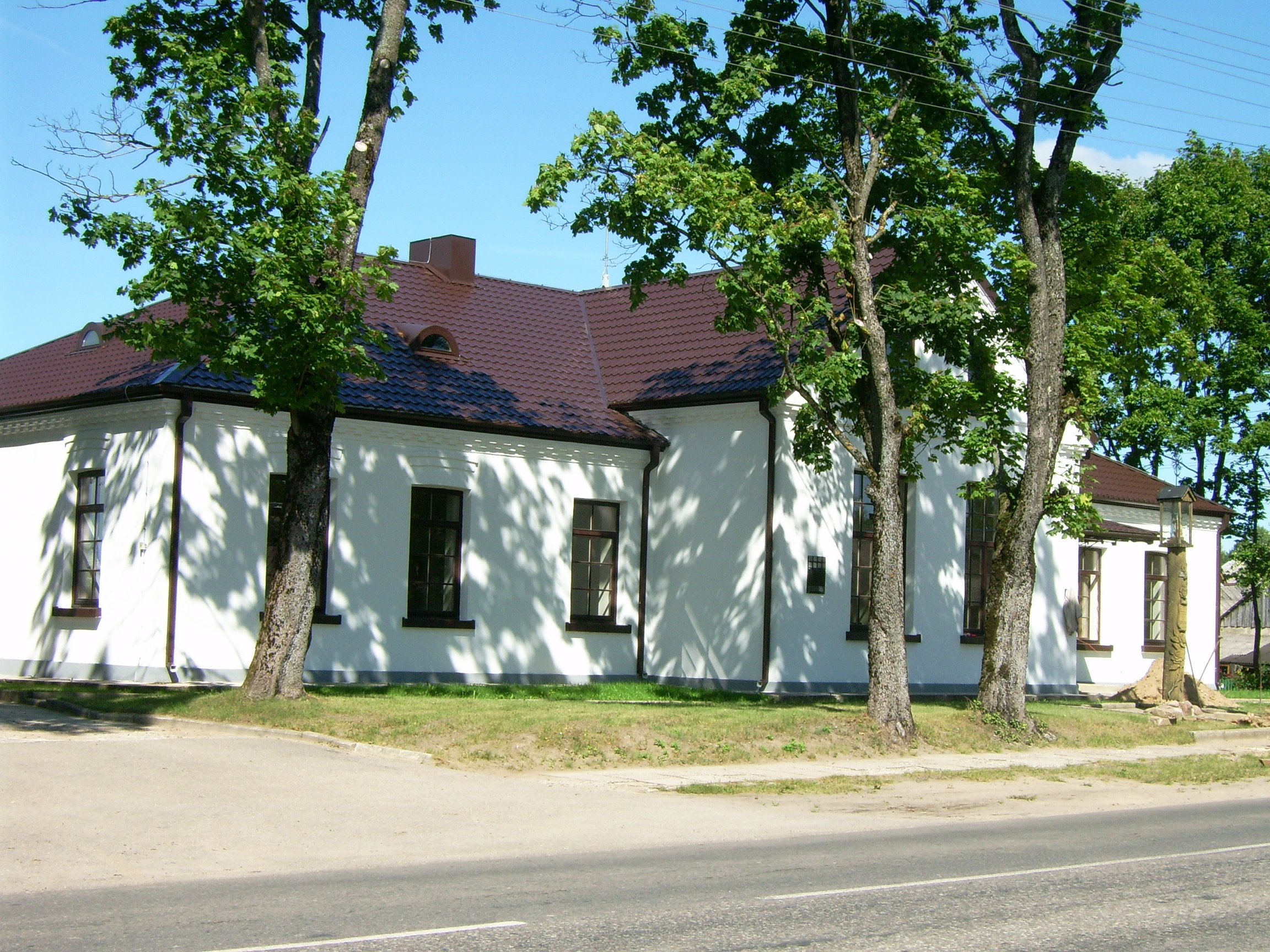

## أعلام
- إيرين بيوتروفسكي